# توفت، چشر
توفت (به انگلیسی: Toft) یک روستا و محله مدنی در بریتانیا است که در چشر شرقی واقع شده‌است. توفت ۸۱ نفر جمعیت دارد.